# 大野真鷹
大野 真鷹（おおの の またか）は、平安時代初期の貴族。左近衛中将・大野真雄の子。官位は従四位下・右近衛中将。勲等は勲七等。

## 経歴
弘仁元年（810年）春宮坊の主馬首に任ぜられて皇太子・大伴親王（のち淳和天皇）に仕え、左兵衛少尉・右衛門少尉を経て、弘仁12年（821年）従五位下に叙爵。のち、散位頭・大監物・左兵衛佐を歴任する。
淳和朝に入ってまもなく、天皇の皇太子時代からの旧臣であるとして従五位上・右近衛権少将に任ぜられると、天長7年（830年）正五位上・右近衛中将、天長9年（832年）従四位下と順調に昇進した。天長10年（833年）2月に淳和天皇が退位して有閑の日々を過ごすようになっても、なおも真鷹は朝廷に出仕し続けるが、同年11月の大嘗会の警固の陣に供奉しその陣が解かれると、真鷹は帯びていた武具を右近衛権中将・藤原助に贈り、山城国綴喜郡の邸宅に退去して隠棲し、出仕を取りやめた。
その後、紀伊権守に任ぜられるが赴任することなく、承和10年（843年）2月3日卒去。享年62。最終官位は散位従四位下。

## 人物
生来学問はなかったが、鷹狩を好み、公務にあたっては早朝から深夜まで怠ることなく努め励んだ。平素より俸給を割いて写経や造仏を行っていたが、他人に知らせることはなかった。老齢に到ると、一途に供養や修行に励み、遺族が追善法要に関して煩うことがないようにした。父・真雄と共に父子で武門として行跡を同じくし、我々はこの父子に及ばず残念だと、見る者を嘆息させたという。

## 官歴
『六国史』による。
- 弘仁元年（810年） 日付不詳：春宮坊主馬首
- 時期不詳：左兵衛少尉。右衛門少尉
- 弘仁12年（821年） 日付不詳：従五位下
- 時期不詳：散位頭・大監物・左兵衛佐
- 天長元年（824年） 日付不詳：右近衛権少将
- 天長2年（825年） 正月4日：従五位上
- 天長7年（830年） 閏12月16日：正五位上、右近衛中将
- 天長9年（832年） 正月7日：従四位下
- 承和年間：紀伊権守
- 承和10年（843年） 2月3日：卒去（散位従四位下）

## 系譜
- 父：大野真雄[1]
- 母：不詳
- 妻：不詳
  - 男子：大野春鷹[2]